# Kajetanerkirche

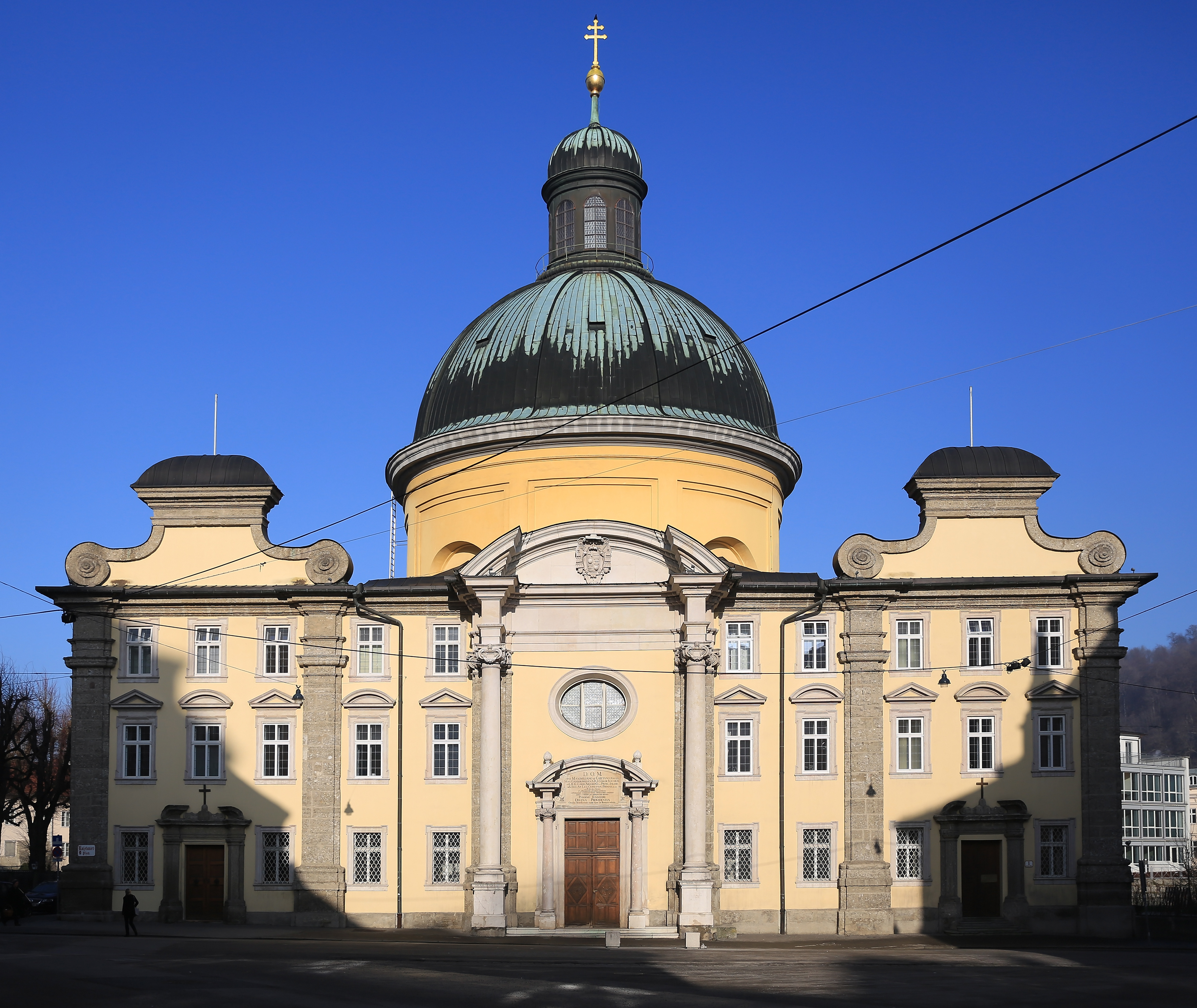
Kajetanerkirche

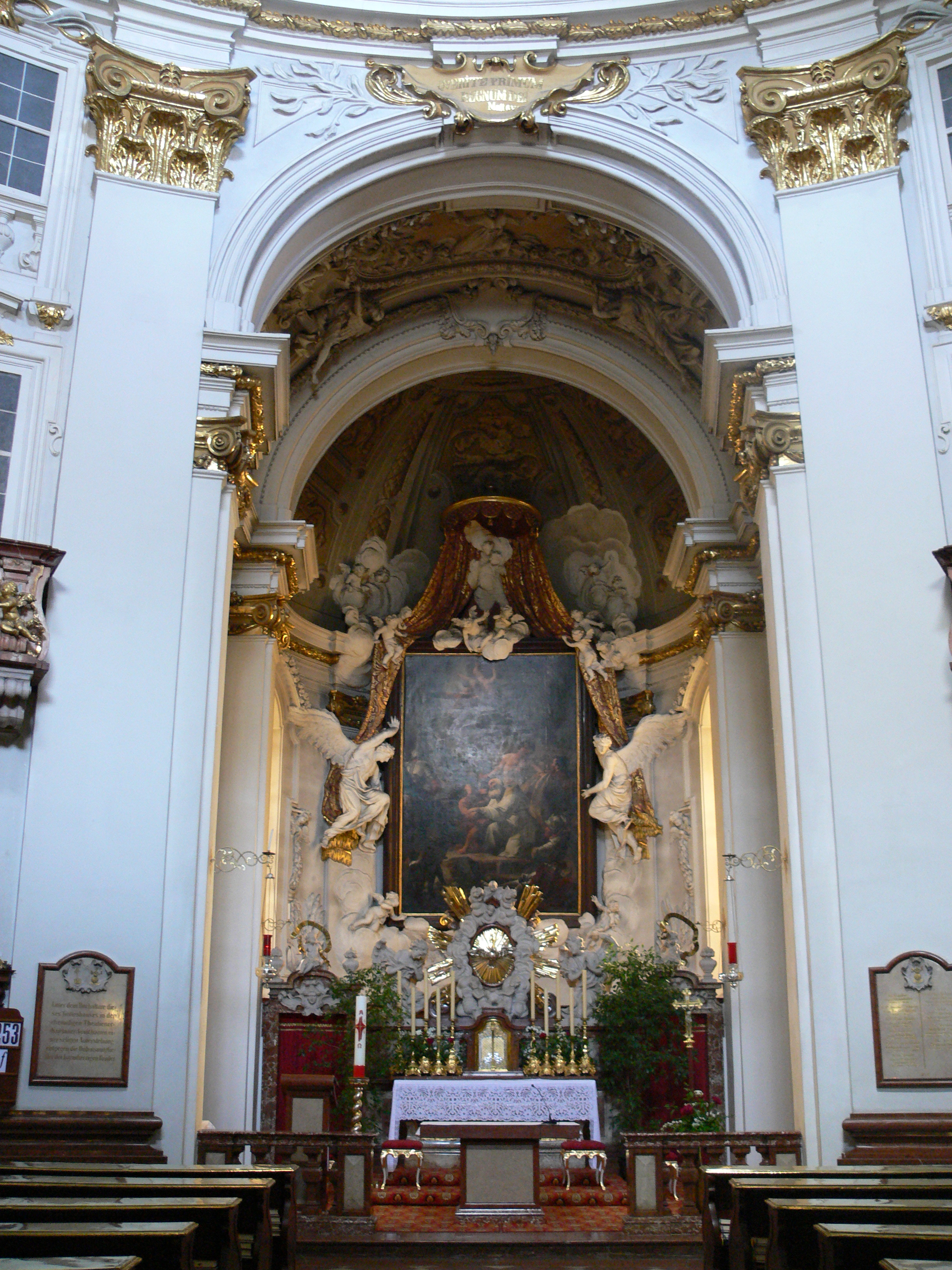
Hochaltar

Die römisch-katholische Kajetanerkirche steht am Kajetanerplatz, der im Kaiviertel, im Süden der Altstadt Salzburgs, liegt. Sie ist nach den heiligen Maximilian (vom Pongau) und Kajetan benannt, das Patrozinium wird am Maximilianstag, dem 12. Oktober, gefeiert.
Sie war als Klosterkirche der Theatiner, die dort von 1685 bis 1808 ein Theatinerkloster betrieben hatten, von Erzbischof Max Gandolf Kuenburg erbaut und am 31. Oktober 1700 von Johann Ernst Graf Thun konsekriert worden.

## Geschichte
Als kirchlicher Ort ist die heutige Kajetanerkirche mit ihrem angeschlossenen Spital der Barmherzigen Brüder, nächst den alten Stadttoren (dem Inneren Nonntalertor und dem Erentrudistor während der 2. Stadtbefestigung und dem Kajetanertor nach Anlage der 3. Stadtbefestigung) gelegen, sehr alt. Urkundlich stand an der Stelle der heutigen Kirche hier schon 1150 eine Kirche, der Heiligen Anna geweiht und ein Spital. Hier befand sich aber auch das St. Magdalena-Spital des Stiftes St. Peter (heute Kajetanerkloster) und das Raplbad, in dem der Arzt Bombastus Theophrastus von Hohenheim, genannt Paracelsus wirkte.
Im Jahr 1684 stiftete Erzbischof Max Gandolf von Kuenburg ein Priesterseminar (Alumnat), das unter der Leitung des Theatinerordens (nach ihrem Gründer auch Kajetaner genannt) stehen sollte. Von 1685 bis 1697 wurde unter Leitung des Schweizers Giovanni Gaspare Zuccalli (Caspar Zugalli) darauf die neue Kirche und das vorgesehene Priesterseminar erbaut. Erzbischof Johann Ernst von Thun, der ab 1687 regierte, war kein Freund des „Wälschen Barock“ und der Theatiner, weshalb Zuccalli lange um die Endabrechnung streiten musste. Das Priesterseminar wurde nun an der Seite der Dreifaltigkeitskirche unter neuer Leitung errichtet. Das Alumnat war zuvor kurz in der Gstättengasse untergebracht. Zwischen 2019 und 2023 wurde die Kirche restauriert.

## Die Kirche

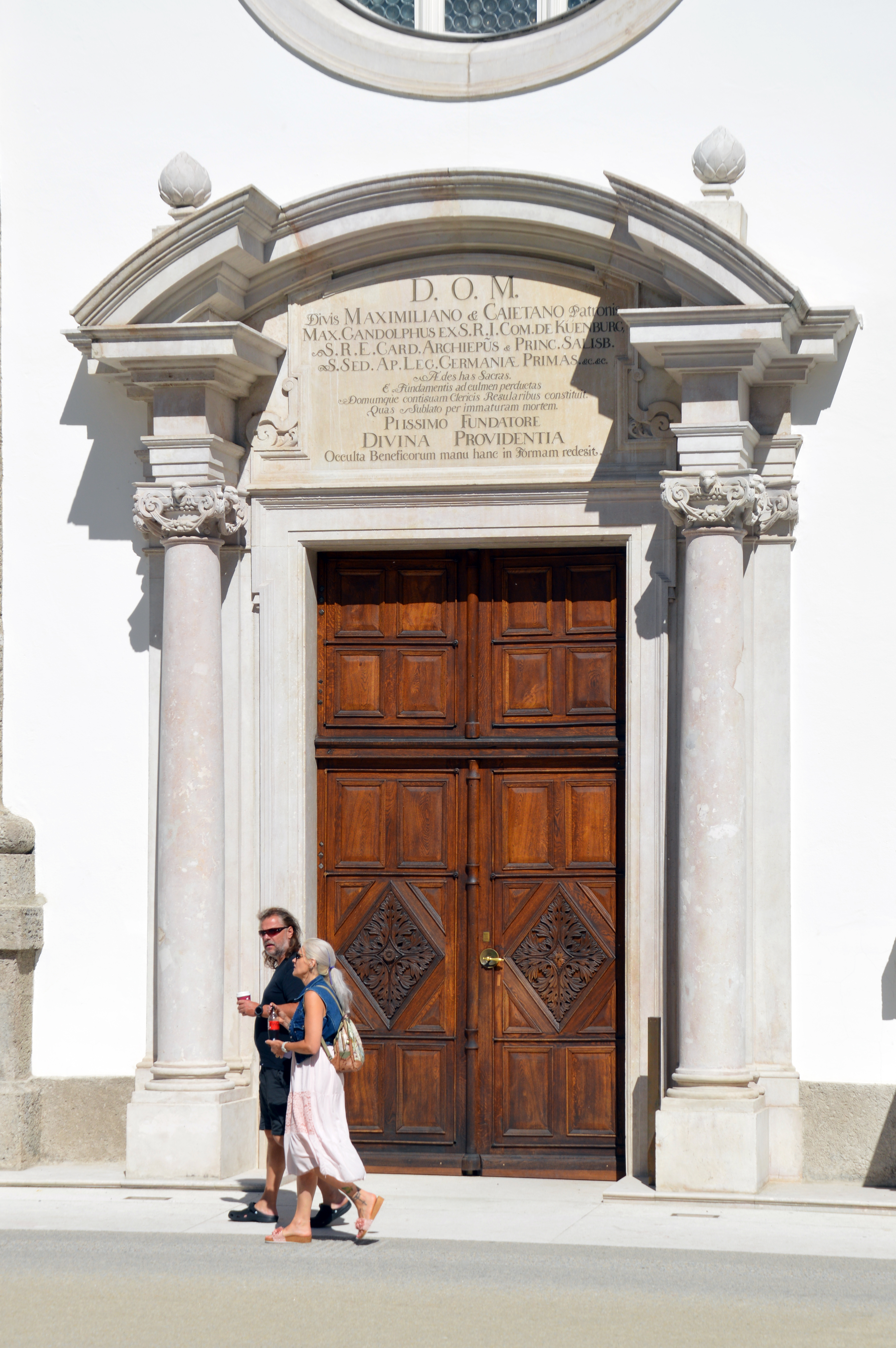
Das Portal

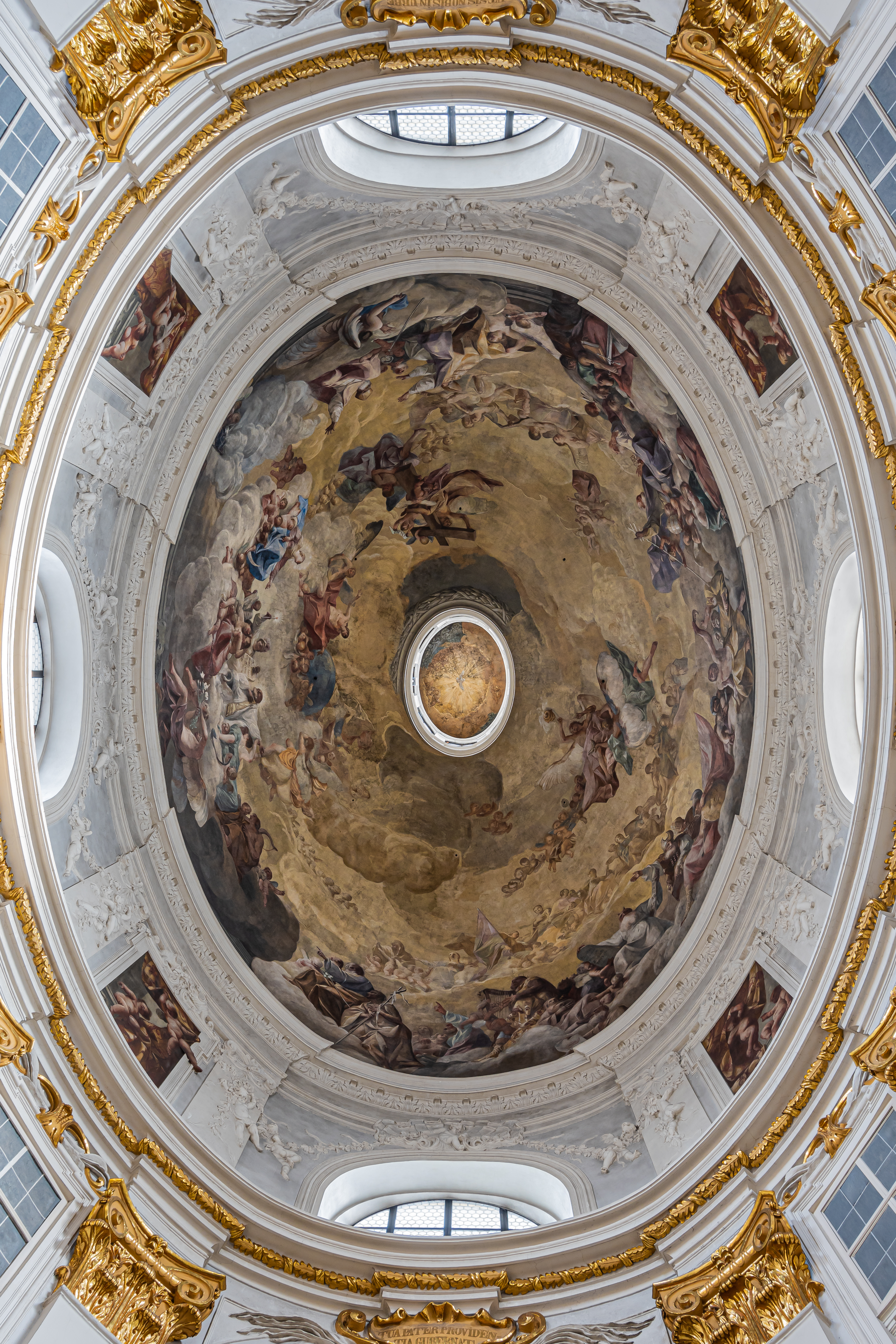
Kuppel

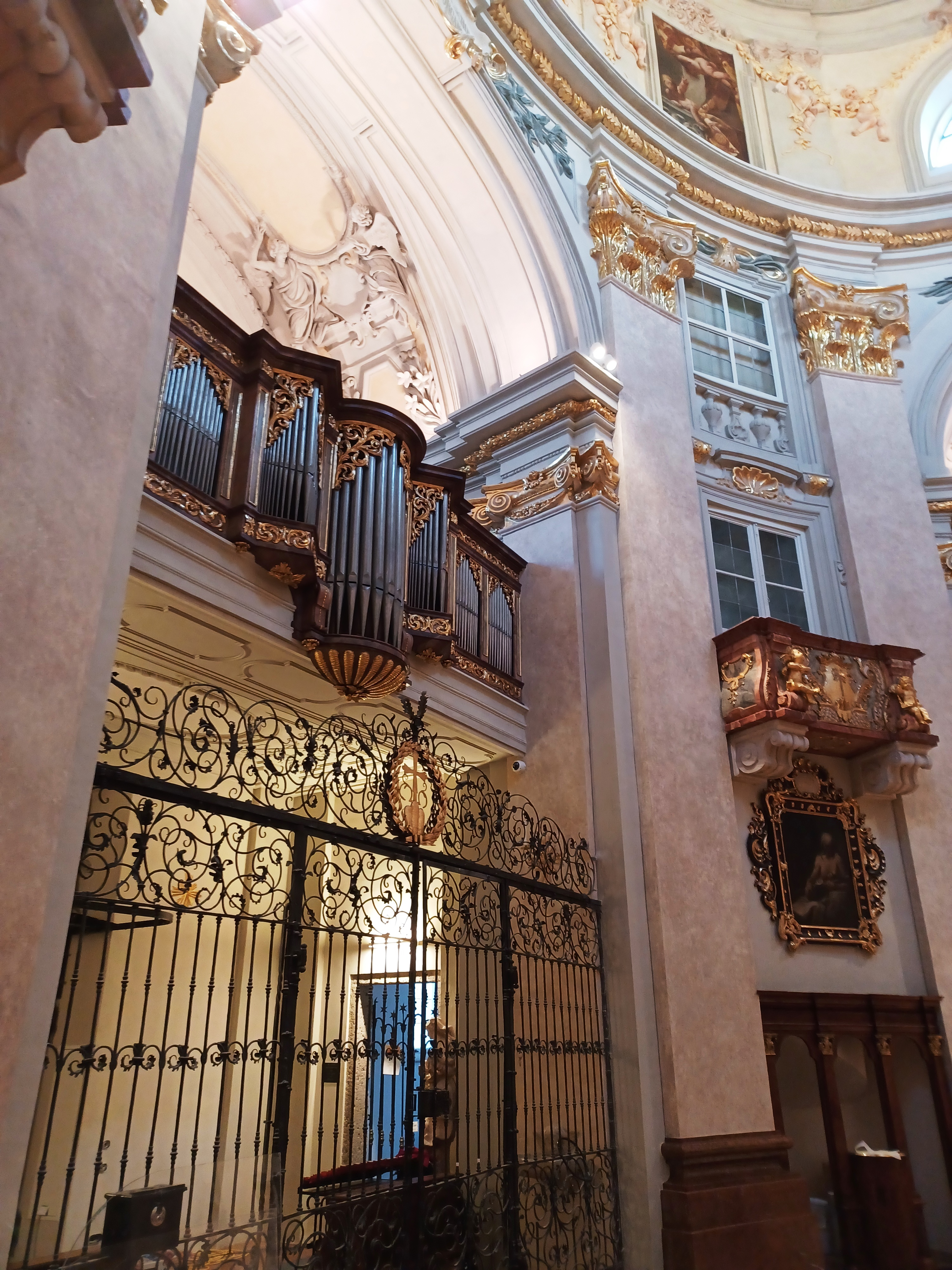
Egedacher-Orgel

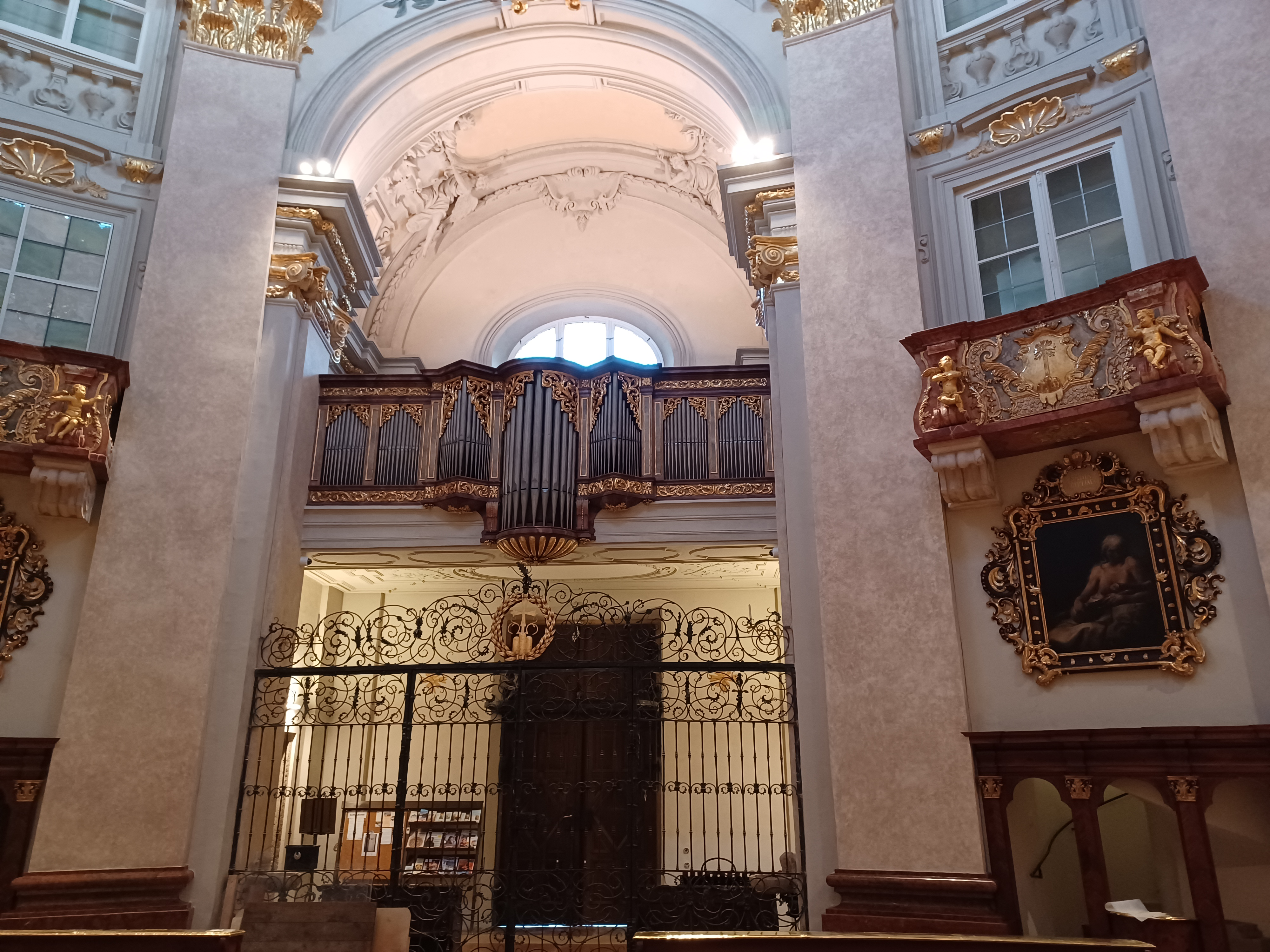
Egedacher-Orgel

Die zwei symmetrisch angeordneten dreigeschoßigen Flügelbauten des ehemaligen Klosters umschließen die sich bündig in die Gebäudeflucht einfügende Kirche, die zusammen eine repräsentative Einheit bilden. Die seitlichen geschweiften Giebelaufsätze ersetzen hier die beiden Kirchtürme. Das Portal der Kirche ist von ionischen Säulen mit aufgesetztem Segmentbogen eingerahmt, ein Motiv, das sich vergrößert als Umrahmung der Kirche wiederfindet und etwas kleiner gehalten als Umrahmung der seitlichen Flügelbautenprotale. Hoch über dem Kirchenportal findet sich als marmornes Prunkrelief das Wappen von Fürsterzbischof Max Gandolph Kuenburg.
Der Zentralbau ist von einer hohen Tambourkuppel gekrönt, an die seitlich zwei Kapellen integriert sind. Kleine dekorative Wandfelder mit Scheinfenstern und Emporen vervollständigen die Kirche. Das Kuppelfresko wurde von Paul Troger geschaffen. Es zeigt die Aufnahme des Heiligen Kajetan in die himmlische Herrlichkeit durch die Heilige Dreifaltigkeit im Beisein der Heiligen Maria und der Vertreter des Alten und des Neuen Bundes dar. Die oberste Laterne ist mit einem Bild des Heiligen Geistes im Glorienschein geschmückt.
Das Altarbild des Hochaltars zeigt die Marter des Hl. Maximilian. Es wurde ebenso wie das Altarbild des rechten Seitenaltars mit dem Heiligen Kajetan als Tröster der Pestkranken und vier Leinwandbildern über den Beichtstühlen wurden von Paul Troger geschaffen und auch die illusionistischen Baladachine über den Seitenaltären mit ihren Engelputi stammen vom selben Künstler. Das Altarbild des linken Seitenaltars mit stammt dagegen von Johann Michael Rottmayr und stellt in Erinnerung der früheren Annakirche die Heilige Sippe dar.
Die Stuckaturen in der Kirche mit Engelputten, Fruchtkränzen und Palmzweigen, mit Füllhörner, Girlanden und Ranken stellen wiederum einen Bezug zur Himmlischen Herrlichkeit dar und stammen von den Brüdern Francesco und Carlo Antonio Brenni, sowie von Antonio Carabelli und wurden im Zuge der Fertigstellung der Kirche vollendet. Auch das Vorhallen-Abschlussgitter stammt aus dieser Zeit.
In den Feldern der Querarme finden sich Bilder aus dem Leben von Heiligen des Kajetanerordens.

## Die beiden Seitenkapellen
Die Seitenkapellen finden sich beiderseits in der Vorhalle der Kirche und besitzen Stichkappengewölbe. Die linke Kapelle besitzt ein Altarblatt des Heiligen Andreas Avellinus, das 1712 Jac(ob) Zanussy anfertigte. Der Altar der rechten Kapelle wurde 1770 errichtet. Die Altarfigur des Ordensheiligen der Barmherzigen Brüder, des hl. Johannes von Gott, ist eine moderne Zutat.

## Orgel
Die Orgel wurde vermutlich 1697 von Christoph Egedacher geschaffen und erklang beim ersten feierlichen Gottesdienst in der Kirche, am Fest des Ordensstifters, den 7. August 1697. Sie ist original erhalten und stellt das wertvollste historische Orgel-Instrument in der Stadt Salzburg dar.

### Disposition
| Manual C–c3 |       |
| Principal   | 8′    |
| Copl        | 8′    |
| Octav       | 4′    |
| Fleten      | 4′    |
| Quint       | 2 ⁄3′ |
| Superoctav  | 2′    |
| Mixtur IV   | 1 ⁄3′ |

| Pedal: C–gis0 |     |
| Subbass       | 16′ |

- Dauercoppel[A. 4]
- Stimmton: a1 ≈ 461 Hz bei 15 °C (465 Hz bei 20 °C), Cornettton
- Mitteltönige Stimmung
- Winddruck: 64 mm WS

Anmerkungen
1. ↑  45 Tasten (Kurze Oktave)
2. ↑  Ab G im Prospekt
3. ↑  Pfeifen sind liegend; vom Altar aus gesehen liegen im rechten Feld die Töne c–gis, im linken G–H.
4. ↑  Pedal läuft mit einer Ventilkoppel mit.

## Die Heilige Stiege
Eine Besonderheit ist die Heilige Stiege im ersten und zweiten Stockwerk neben der Kirche, die in Nachahmung der römischen Scala Santa 1712 hier errichtet wurde. Sie besteht aus 28 Stufen, darf nur kniend erklommen werden und führt hinauf zum Kreuzaltar mit seinem zentralen großen Holzkreuz, der um 1750 geschaffen wurde. Engelfiguren mit den Marterwerkzeugen Christi schmücken das untere Ende des Aufganges und stimmen den Pilger ein. In der Kreuzkapelle befindet sich auch ein Reliquienschrein mit den Gebeinen des legendären Katakomben-Märtyrers Vereinus. Diese Stiege war einst ein berühmtes und viel besuchtes Heiligtum und ist in Erinnerung an die verschiedenen Formen der barocken Frömmigkeit auch kulturgeschichtlich von Bedeutung.

## Das Klostergebäude
Nach dem Entzug des hohen Wohlwollens seitens des Fürsterzbischofs Max Gandolph durch dessen Nachfolger bewohnten nur 12 Ordenspriester das Kloster, bis 1809 im Zuge der Koalitionskriege die Niederlassung der Kongregation der Theatiner aufgehoben wurde. Das Gebäude diente danach als Garnisonsspital und wurde daher bis Ende des 20. Jahrhunderts oft Truppenspital genannt. 1923 übernahmen die Barmherzigen Brüdern die Fortführung der Spitalsarbeit als Krankenhaus der Barmherzigen Brüder in Salzburg.